# Skakavac (Chorwacja)
Skakavac – wieś w Chorwacji, w żupanii karlowackiej, w mieście Karlovac. W 2011 roku liczyła 233 mieszkańców.